# Aéroport international de Tinian
L'aéroport international de Tinian (code IATA : TIQ • code OACI : PGWT), est un aéroport situé à Tinian, en Îles Mariannes du Nord.

## Situation
| Saipan Rota Tinian Pagan |